# Wafa Cherif
Wafa Cherif (født 6. April 1986, arabisk: وفاء شريف) er en tunesisk håndboldspiller. Hun spiller for klubben A.S.F. Sfax og for Tunesiens håndboldlandshold.
Hun deltog i VM i 2009 i Kina, hvor Tunesien kom på en 14. plads.